# Macrocera nebulosa
Macrocera nebulosa är en tvåvingeart som beskrevs av Daniel William Coquillett 1901. Macrocera nebulosa ingår i släktet Macrocera och familjen platthornsmyggor. Inga underarter finns listade i Catalogue of Life.